# Barleria biloba
Barleria biloba är en akantusväxtart som beskrevs av Imlay. Barleria biloba ingår i släktet Barleria och familjen akantusväxter. Inga underarter finns listade i Catalogue of Life.